# Vitalie Damașcan
Vitalie Damașcan (Soroca, 24 januari 1999) is een Moldavisch voetballer die doorgaans uitkomt als spits. In juli 2025 verliet hij Maccabi Petach Tikwa. Damașcan maakte in 2018 zijn debuut in het Moldavisch voetbalelftal.

## Clubcarrière
Damașcan speelde in de jeugd van Zimbru Chisinau. Bij die club debuteerde hij in het seizoen 2015/16. In zijn tweede seizoen bij Zimbru mocht de aanvaller op proef komen bij CSKA Moskou, maar dat liep niet uit op een overgang naar de Russische hoofdstad. In maart 2017 verkaste Damașcan alsnog naar een andere club; Sheriff Tiraspol nam hem transfervrij over. Zijn debuut voor Sheriff maakte de Moldaviër tegen zijn oude club Zimbru, waar hij twintig minuten voor tijd als invaller het veld mocht betreden. Er waren nog geen doelpunten gevallen maar door een treffer van Damașcan won Sheriff met 0–1. In 2017 werd Sheriff kampioen van de Divizia Națională en Damașcan kroonde zich tot topscorer van de competitie met dertien doelpunten uit zeventien wedstrijden.
In januari 2018 maakte de aanvaller de overstap naar Torino, waar hij zijn handtekening zette onder een verbintenis voor de duur van drieënhalf jaar. Het eerste halfjaar werd hij terugverhuurd aan Sheriff Tiraspol. Medio 2019 nam Fortuna Sittard de Moldaviër op huurbasis over, voor één seizoen. Het seizoen erop speelde de Moldaviër opnieuw in de Eredivisie, omdat RKC Waalwijk hem op huurbasis overnam. Na het seizoen 2020/21 liep de verbintenis van Damașcan bij Torino af en kwam hij zonder club te zitten. Hierop tekende hij voor twee seizoenen bij Sepsi OSK, met een optie op een jaar extra. Hier werd hij in 2022 voor een jaar verhuurd aan FC Voluntari. Na deze verhuurperiode was hij een half jaar actief voor Sepsi, voor Stade Lausanne-Ouchy hem huurde. Na deze verhuurperiode vertrok Damașcan definitief, om voor een jaar bij Maccabi Petach Tikwa te tekenen.

## Clubstatistieken
| Seizoen | Club                   | Competitie        | Competitie | Competitie | Beker | Beker | Internationaal | Internationaal | Totaal | Totaal |
| Seizoen | Club                   | Competitie        | Wed.       | Dlp.       | Wed.  | Dlp.  | Wed.           | Dlp.           | Wed.   | Dlp.   |
| ------- | ---------------------- | ----------------- | ---------- | ---------- | ----- | ----- | -------------- | -------------- | ------ | ------ |
| 2015/16 | Zimbru Chisinau        | Divizia Națională | 3          | 0          | 0     | 0     | —              | —              | 3      | 0      |
| 2016/17 | Zimbru Chisinau        | Divizia Națională | 13         | 1          | 0     | 0     | —              | —              | 13     | 1      |
| 2016/17 | Sheriff Tiraspol       | Divizia Națională | 6          | 5          | 2     | 2     | 0              | 0              | 8      | 7      |
| 2017    | Sheriff Tiraspol       | Divizia Națională | 17         | 13         | 0     | 0     | 9              | 0              | 26     | 13     |
| 2018    | Sheriff Tiraspol       | Divizia Națională | 10         | 4          | 1     | 0     | 0              | 0              | 11     | 4      |
| 2018/19 | Torino                 | Serie A           | 1          | 0          | 0     | 0     | —              | —              | 1      | 0      |
| 2019/20 | → Fortuna Sittard      | Eredivisie        | 19         | 6          | 2     | 1     | —              | —              | 21     | 7      |
| 2020/21 | → RKC Waalwijk         | Eredivisie        | 19         | 2          | 1     | 0     | —              | —              | 20     | 2      |
| 2021/22 | Sepsi OSK              | Liga 1            | 18         | 2          | 1     | 0     | 2              | 0              | 21     | 2      |
| 2022/23 | Sepsi OSK              | Liga 1            | 5          | 1          | 0     | 0     | 4              | 0              | 9      | 1      |
| 2022/23 | → FC Voluntari         | Liga 1            | 28         | 9          | 2     | 0     | —              | —              | 30     | 9      |
| 2023/24 | Sepsi OSK              | Liga 1            | 13         | 1          | 4     | 0     | 3              | 0              | 20     | 1      |
| 2023/24 | → Stade Lausanne-Ouchy | Super League      | 16         | 2          | 0     | 0     | —              | —              | 16     | 2      |
| 2024/25 | Maccabi Petach Tikwa   | Ligat Ha'Al       | 25         | 8          | 3     | 1     | —              | —              | 28     | 9      |
| Totaal  | Totaal                 | Totaal            | 193        | 54         | 16    | 4     | 18             | 0              | 227    | 58     |

Bijgewerkt op 22 juli 2025.

## Interlandcarrière
Damașcan maakte op 27 januari 2018 zijn debuut in het Moldavisch voetbalelftal, toen met 1–0 verloren werd van Zuid-Korea door een doelpunt van Kim Shin-wook. Damașcan mocht van bondscoach Alexandru Spiridon in de basis starten en dertien minuten voor tijd maakte hij plaats voor Vladimir Ambros. De andere debutanten dit duel waren Dan Taras (Petrocub) en Radu Rogac (Samarqand-Dinamo). Tijdens zijn achtste interland kwam Damașcan voor het eerst tot scoren, toen hij tekende voor het enige doelpunt tegen San Marino.
| Interlands van Vitalie Damașcan voor Moldavië | Interlands van Vitalie Damașcan voor Moldavië | Interlands van Vitalie Damașcan voor Moldavië | Interlands van Vitalie Damașcan voor Moldavië | Interlands van Vitalie Damașcan voor Moldavië | Interlands van Vitalie Damașcan voor Moldavië | Interlands van Vitalie Damașcan voor Moldavië |
| №                                             | Datum                                         | Wedstrijd                                     | Uitslag                                       | Competitie                                    | Goals                                         |                                               |
| Als speler bij Sheriff Tiraspol               | Als speler bij Sheriff Tiraspol               | Als speler bij Sheriff Tiraspol               | Als speler bij Sheriff Tiraspol               | Als speler bij Sheriff Tiraspol               | Als speler bij Sheriff Tiraspol               | Als speler bij Sheriff Tiraspol               |
| --------------------------------------------- | --------------------------------------------- | --------------------------------------------- | --------------------------------------------- | --------------------------------------------- | --------------------------------------------- | --------------------------------------------- |
| 1                                             | 27 januari 2018                               | Zuid-Korea – Moldavië                         | 1 – 0                                         | Vriendschappelijk                             |                                               |                                               |
| 2                                             | 30 januari 2018                               | Azerbeidzjan – Moldavië                       | 0 – 0                                         | Vriendschappelijk                             |                                               |                                               |
| 3                                             | 26 februari 2018                              | Saoedi-Arabië – Moldavië                      | 3 – 0                                         | Vriendschappelijk                             |                                               |                                               |
| 4                                             | 4 juni 2018                                   | Armenië – Moldavië                            | 0 – 0                                         | Vriendschappelijk                             |                                               |                                               |
| Als speler bij Torino                         |                                               |                                               |                                               |                                               |                                               |                                               |
| 5                                             | 11 september 2018                             | Moldavië – Wit-Rusland                        | 0 – 0                                         | Nations League 2018/19                        |                                               |                                               |
| 6                                             | 12 oktober 2018                               | Moldavië – San Marino                         | 2 – 0                                         | Nations League 2018/19                        |                                               |                                               |
| 7                                             | 15 oktober 2018                               | Wit-Rusland – Moldavië                        | 0 – 0                                         | Nations League 2018/19                        |                                               |                                               |
| 8                                             | 15 november 2018                              | San Marino – Moldavië                         | 0 – 1                                         | Nations League 2018/19                        | 77'                                           |                                               |
| 9                                             | 18 november 2018                              | Moldavië – Luxemburg                          | 1 – 1                                         | Nations League 2018/19                        |                                               |                                               |
| 10                                            | 22 maart 2019                                 | Moldavië – Frankrijk                          | 1 – 4                                         | EK 2020 kwalificatie                          |                                               |                                               |
| 11                                            | 8 juni 2019                                   | Moldavië – Andorra                            | 1 – 0                                         | EK 2020 kwalificatie                          |                                               |                                               |
| 12                                            | 11 juni 2019                                  | Albanië – Moldavië                            | 2 – 0                                         | EK 2020 kwalificatie                          |                                               |                                               |
| Als speler bij Fortuna Sittard                |                                               |                                               |                                               |                                               |                                               |                                               |
| 13                                            | 17 november 2019                              | Moldavië – IJsland                            | 1 – 2                                         | EK 2020 kwalificatie                          |                                               |                                               |
| Als speler bij Torino                         |                                               |                                               |                                               |                                               |                                               |                                               |
| 14                                            | 6 september 2020                              | Slovenië – Moldavië                           | 1 – 0                                         | Nations League 2020/21                        |                                               |                                               |
| Als speler bij RKC Waalwijk                   |                                               |                                               |                                               |                                               |                                               |                                               |
| 15                                            | 12 november 2020                              | Moldavië – Rusland                            | 0 – 0                                         | Vriendschappelijk                             |                                               |                                               |
| 16                                            | 15 november 2020                              | Moldavië – Griekenland                        | 0 – 2                                         | Nations League 2020/21                        |                                               |                                               |
| 17                                            | 25 maart 2021                                 | Moldavië – Faeröer                            | 1 – 1                                         | WK 2022 kwalificatie                          |                                               |                                               |
| 18                                            | 28 maart 2021                                 | Denemarken – Moldavië                         | 8 – 0                                         | WK 2022 kwalificatie                          |                                               |                                               |
| 19                                            | 3 juni 2021                                   | Turkije – Moldavië                            | 2 – 0                                         | Vriendschappelijk                             |                                               |                                               |
| 20                                            | 6 juni 2021                                   | Moldavië – Azerbeidzjan                       | 1 – 0                                         | Vriendschappelijk                             | 8'                                            |                                               |
| Als speler bij FC Voluntari                   |                                               |                                               |                                               |                                               |                                               |                                               |
| 21                                            | 22 september 2022                             | Letland – Moldavië                            | 1 – 2                                         | Nations League 2022/23                        |                                               |                                               |
| 22                                            | 25 september 2022                             | Moldavië – Liechtenstein                      | 2 – 0                                         | Nations League 2022/23                        |                                               |                                               |
| 23                                            | 16 november 2022                              | Moldavië – Azerbeidzjan                       | 1 – 2                                         | Vriendschappelijk                             |                                               |                                               |
| 24                                            | 20 november 2022                              | Moldavië – Roemenië                           | 0 – 5                                         | Vriendschappelijk                             |                                               |                                               |
| 25                                            | 24 maart 2023                                 | Moldavië – Faeröer                            | 1 – 1                                         | EK 2024 kwalificatie                          |                                               |                                               |
| 26                                            | 27 maart 2023                                 | Moldavië – Tsjechië                           | 0 – 0                                         | EK 2024 kwalificatie                          |                                               |                                               |
| 27                                            | 17 juni 2023                                  | Albanië – Moldavië                            | 2 – 0                                         | EK 2024 kwalificatie                          |                                               |                                               |
| 28                                            | 20 juni 2023                                  | Moldavië – Polen                              | 3 – 2                                         | EK 2024 kwalificatie                          |                                               |                                               |
| Als speler bij Sepsi OSK                      |                                               |                                               |                                               |                                               |                                               |                                               |
| 29                                            | 7 september 2023                              | Oostenrijk – Moldavië                         | 1 – 1                                         | Vriendschappelijk                             | 3'                                            |                                               |
| 30                                            | 10 september 2023                             | Faeröer – Moldavië                            | 0 – 1                                         | EK 2024 kwalificatie                          |                                               |                                               |
| 31                                            | 12 oktober 2023                               | Zweden – Moldavië                             | 3 – 1                                         | Vriendschappelijk                             |                                               |                                               |
| 32                                            | 15 oktober 2023                               | Polen – Moldavië                              | 1 – 1                                         | EK 2024 kwalificatie                          |                                               |                                               |
| 33                                            | 17 november 2023                              | Moldavië – Albanië                            | 1 – 1                                         | EK 2024 kwalificatie                          |                                               |                                               |
| 34                                            | 20 november 2023                              | Tsjechië – Moldavië                           | 3 – 0                                         | EK 2024 kwalificatie                          |                                               |                                               |
| Als speler bij Stade Lausanne-Ouchy           |                                               |                                               |                                               |                                               |                                               |                                               |
| 35                                            | 22 maart 2024                                 | Noord-Macedonië – Moldavië                    | 1 – 1                                         | Vriendschappelijk                             | 82'                                           |                                               |
| 36                                            | 26 maart 2024                                 | Kaaimaneilanden – Moldavië                    | 0 – 4                                         | Vriendschappelijk                             | 28'                                           |                                               |
| 37                                            | 8 juni 2024                                   | Moldavië – Cyprus                             | 3 – 2                                         | Vriendschappelijk                             |                                               |                                               |
| 38                                            | 11 juni 2024                                  | Moldavië – Oekraïne                           | 0 – 4                                         | Vriendschappelijk                             |                                               |                                               |
| Als speler bij Maccabi Petach Tikwa           |                                               |                                               |                                               |                                               |                                               |                                               |
| 39                                            | 7 september 2024                              | Moldavië – Malta                              | 2 – 0                                         | Nations League 2024/25                        |                                               |                                               |
| 40                                            | 10 september 2024                             | Moldavië – San Marino                         | 1 – 0                                         | Vriendschappelijk                             |                                               |                                               |
| 41                                            | 10 oktober 2024                               | Moldavië – Andorra                            | 2 – 0                                         | Nations League 2024/25                        |                                               |                                               |
| 42                                            | 13 oktober 2024                               | Malta – Moldavië                              | 1 – 0                                         | Nations League 2024/25                        |                                               |                                               |
| 43                                            | 6 juni 2025                                   | Polen – Moldavië                              | 2 – 0                                         | Vriendschappelijk                             |                                               |                                               |
| 44                                            | 9 juni 2025                                   | Italië – Moldavië                             | 2 – 0                                         | WK 2026 kwalificatie                          |                                               |                                               |

Bijgewerkt op 22 juli 2025.

## Erelijst
| Competitie         |                  |                  |                  |                  |
| Competitie         | Aantal           | Jaren            |                  |                  |
| Sheriff Tiraspol   | Sheriff Tiraspol | Sheriff Tiraspol | Sheriff Tiraspol | Sheriff Tiraspol |
| ------------------ | ---------------- | ---------------- | ---------------- | ---------------- |
| Divizia Națională  | 2                | 2016/17, 2017    |                  |                  |
| Cupa Moldovei      | 1                | 2016/17          |                  |                  |
| Sepsi OSK          |                  |                  |                  |                  |
| Cupa României      | 1                | 2021/22          |                  |                  |
| Supercupa României | 1                | 2023             |                  |                  |